# Orasema striatosoma
Orasema striatosoma är en stekelart som beskrevs av John M. Heraty 1994. Orasema striatosoma ingår i släktet Orasema och familjen Eucharitidae.
Artens utbredningsområde är:
- Rwanda.
- Uganda.

Inga underarter finns listade i Catalogue of Life.